# ベッツィー・ルース
ベッツィー・ルース（Betsy Ruth）のリングネームで知られるマリーケイト・グライドウェル（MaryKate Duignan Glidewell、女性、1985年1月17日 - ）は、アメリカ合衆国のプロレスラー。フロリダ州ラスキン。

## 来歴
フロリダ州キシミーのチーム3Dアカデミーでトレーニング。2007年デビュー。
ベーブ・ルースの曾孫というギミックのベッツィー・ルースとして、ニューヨーク・ヤンキースをイメージしたピンストライプのコスチュームに「ウォリアーズ」に登場したギャング「ベースボール・フューリーズ」をイメージしたフェイスペイントのいでたちだった。
2008年、ワールド・エクストリーム・レスリング（WXW）と契約。女子エリート8トーナメントに出場するが、メルセデス・マルチネスに敗れる。2009年の同大会で優勝。
2010年4月20日、TNAのダークマッチとしてトライアウトに挑む。5月12日、TNAと契約。6月3日、「Impact!」にてロージー・ロッタラブとしてデビュー。
8月19日、TNAプロフィールから外される
2011年5月15日、ディアナに初来日を果たしアンドレア・マザーを名乗りメインイベントで井上京子を破る。
7月10日、アジャ・コングと組み、井上&伊藤薫組に勝利。9月4日の「Happy Hour!!」でもアジャと組むが、井上&Sareee組に敗れる。9月10日、井上とのリマッチで敗れる。
2012年6月24日、負傷のため引退。
2014年11月、プロレスに復帰
2016年12月18日、アメリカのメジャー団体であるWWEと契約を交わし入団。
2017年1月、育成施設であるWWEパフォーマンスセンターにてトレーニングを開始。
3月3日、傘下団体であるNXTのNXT Liveにてマリーケイト（MaryKate）のリングネームでデビューを飾り、キンバリー・フランクル & マンディ・ローズと組んでエンバー・ムーン & ルビー・ライオット & ビクトリア・ゴンザレスと対戦。敗戦した。
7月6日、リングネームをセイジ・ベケット（Sage Beckett）へと変更。
2018年3月8日、WWEより解雇となった。

## 得意技
- ツーハンドレッド・チョークスラム[24]
- ボディスラム[24]

## 獲得タイトル
WXW
- WXW女子王座 : 1回
- Elite 8 : 2009年優勝[25]

CCW
- CCW女子王座 : 1回